# Hugo Alcântara
Hugo da Silva Alcântara (Cuiabá, 28 de julho de 1979) é um ex-futebolista brasileiro que atuava como Zagueiro e atualmente é técnico do Operário VG-MT que disputa a 1° divisão do campeonato matogrossense.

## Títulos
Vitória Setúbal
- Taça de Portugal: 2004-05

CFR Cluj
- Campeonato Romeno: 2009-10
- Copa da Roménia: 2008-09, 2009-10
- Supercopa da Roménia: 2009, 2010

## Ligações Externas
cfrcluj1907 - Perfil do jogador (em romeno)